# Damallsvenskan 2021
La Damallsvenskan 2021, denominata OBOS Damallsvenskan 2021 per ragioni di sponsorizzazione, è stata la 34ª edizione della massima divisione del campionato svedese femminile di calcio. Il campionato è iniziato il 17 aprile e si è conclusa il 6 novembre 2021. Il Rosengård ha vinto il campionato, il suo dodicesimo, con due giornate d'anticipo.

## Stagione

### Novità
Dalla Damallsvenskan 2020 sono stati retrocessi in Elitettan l'Umeå IK e l'IK Uppsala. Dall'Elitettan sono stati promossi l'AIK e l'Hammarby.
La squadra campione in carica del Kopparbergs/Göteborg ha cambiato denominazione in Häcken, essendo diventata la sezione femminile del Bollklubben Häcken.

### Formato
Le 12 squadre si affrontano in un girone all'italiana con partite di andata e ritorno, per un totale di 22 giornate. La squadra prima classificata è campione di Svezia e le prime tre classificate sono ammesse alla UEFA Women's Champions League 2022-2023. In vista dell'allargamento dell'organico del campionato da 12 a 14 squadre a partire dalla stagione 2022, è prevista la retrocessione in Elitettan solamente dell'ultima classificata.

## Squadre partecipanti
| Club              | Città        | Stadio                     | Stagione precedente         |
| ----------------- | ------------ | -------------------------- | --------------------------- |
| AIK               | Solna        | Skytteholms Idrottsplats   | 1º posto in Elitettan       |
| Djurgården        | Stoccolma    | Stadio Olimpico            | 9º posto in Damallsvenskan  |
| Eskilstuna United | Eskilstuna   | Tunavallen                 | 10º posto in Damallsvenskan |
| Häcken            | Göteborg     | Bravida Arena              | 1º posto in Damallsvenskan  |
| Hammarby          | Stoccolma    | Hammarby Idrottsplats      | 2º posto in Elitettan       |
| KIF Örebro        | Örebro       | Behrn Arena                | 7º posto in Damallsvenskan  |
| Kristianstads DFF | Kristianstad | Kristianstad fotbollsarena | 3º posto in Damallsvenskan  |
| Linköping         | Linköping    | Linköping Arena            | 4º posto in Damallsvenskan  |
| Piteå IF          | Piteå        | LF Arena                   | 8º posto in Damallsvenskan  |
| Rosengård         | Malmö        | Malmö Idrottsplats         | 2º posto in Damallsvenskan  |
| Växjö DFF         | Växjö        | Visma Arena                | 6º posto in Damallsvenskan  |
| Vittsjö GIK       | Vittsjö      | Vittsjö Idrottsplats       | 5º posto in Damallsvenskan  |

## Classifica finale
|  | Pos. | Squadra           | Pt | G  | V  | N | P  | GF | GS | DR  |
|  | ---- | ----------------- | -- | -- | -- | - | -- | -- | -- | --- |
|  | 1.   | Rosengård         | 57 | 22 | 18 | 3 | 1  | 54 | 10 | +44 |
|  | 2.   | Häcken            | 47 | 22 | 14 | 5 | 3  | 53 | 13 | +40 |
|  | 3.   | Kristianstads DFF | 35 | 22 | 9  | 8 | 5  | 33 | 26 | +7  |
|  | 4.   | Eskilstuna United | 35 | 22 | 10 | 5 | 7  | 27 | 22 | +5  |
|  | 5.   | Vittsjö GIK       | 32 | 22 | 8  | 8 | 6  | 29 | 20 | +9  |
|  | 6.   | Linköping         | 31 | 22 | 8  | 7 | 7  | 33 | 27 | +6  |
|  | 7.   | Hammarby          | 31 | 22 | 9  | 4 | 9  | 40 | 37 | +3  |
|  | 8.   | KIF Örebro        | 30 | 22 | 9  | 3 | 10 | 25 | 43 | -18 |
|  | 9.   | Djurgården        | 21 | 22 | 6  | 3 | 13 | 21 | 38 | -17 |
|  | 10.  | AIK               | 20 | 22 | 5  | 5 | 12 | 14 | 48 | -34 |
|  | 11.  | Piteå IF          | 16 | 22 | 4  | 4 | 14 | 19 | 38 | -19 |
|  | 12.  | Växjö DFF         | 11 | 22 | 2  | 5 | 15 | 7  | 33 | -26 |

Legenda:
      Campione di Svezia e ammessa alla UEFA Women's Champions League 2022-2023.
      Ammessa alla UEFA Women's Champions League 2022-2023.
      Retrocessa in Elitettan 2022.
Note:
Tre punti a vittoria, uno a pareggio, zero a sconfitta.

## Risultati

### Tabellone
|                   | AIK  | Dju  | Esk  | Häc  | Ham  | KIF  | Kri  | Lin  | Pit  | Ros  | Väx  | Vit  |
| ----------------- | ---- | ---- | ---- | ---- | ---- | ---- | ---- | ---- | ---- | ---- | ---- | ---- |
| AIK               | –––– | 1-0  | 0-2  | 0-0  | 2-2  | 2-0  | 1-1  | 1-2  | 0-1  | 0-7  | 1-0  | 1-0  |
| Djurgården        | 1-2  | –––– | 1-0  | 1-4  | 2-1  | 1-0  | 1-4  | 2-2  | 3-0  | 0-2  | 1-0  | 2-2  |
| Eskilstuna United | 1-0  | 3-1  | –––– | 3-2  | 1-1  | 1-2  | 1-1  | 1-0  | 3-0  | 0-2  | 2-1  | 1-1  |
| Häcken            | 10-0 | 4-0  | 3-0  | –––– | 5-1  | 2-0  | 6-2  | 0-1  | 0-0  | 2-0  | 2-0  | 0-0  |
| Hammarby          | 4-1  | 3-2  | 0-2  | 0-1  | –––– | 5-0  | 3-1  | 1-3  | 1-1  | 1-2  | 2-1  | 0-1  |
| KIF Örebro        | 2-0  | 1-0  | 1-1  | 0-3  | 2-3  | –––– | 0-2  | 2-1  | 2-1  | 0-0  | 4-1  | 1-0  |
| Kristianstad      | 1-1  | 2-1  | 2-0  | 1-3  | 1-2  | 2-2  | –––– | 1-0  | 6-1  | 0-0  | 0-1  | 1-0  |
| Linköping         | 2-0  | 3-1  | 0-0  | 0-3  | 3-3  | 4-1  | 1-1  | –––– | 4-3  | 0-1  | 5-0  | 0-0  |
| Piteå             | 4-0  | 1-0  | 0-2  | 0-1  | 0-3  | 0-2  | 1-2  | 1-1  | –––– | 2-3  | 1-0  | 1-1  |
| Rosengård         | 3-0  | 3-0  | 3-1  | 2-0  | 3-1  | 6-0  | 1-1  | 2-1  | 1-0  | –––– | 5-0  | 3-1  |
| Växjö             | 1-1  | 0-0  | 0-2  | 1-1  | 0-2  | 0-1  | 0-1  | 0-0  | 1-0  | 0-1  | –––– | 0-0  |
| Vittsjö           | 4-0  | 0-1  | 1-0  | 1-1  | 3-1  | 8-2  | 0-0  | 3-0  | 2-1  | 0-4  | 1-0  | –––– |

## Statistiche

### Classifica marcatrici
Fonte: sito ufficiale.
| Gol |  |  | Giocatore                 | Squadra           |
| --- |  |  | ------------------------- | ----------------- |
| 17  |  |  | Stina Blackstenius        | Häcken            |
| 14  |  |  | Uchenna Kanu              | Linköping         |
| 12  |  |  | Olivia Schough            | Rosengård         |
| 10  |  |  | Felicia Rogic             | Eskilstuna United |
| 10  |  |  | Madelen Janogy            | Hammarby          |
| 9   |  |  | Sanne Troelsgaard Nielsen | Rosengård         |
| 8   |  |  | Emilia Larsson            | Hammarby          |
| 8   |  |  | Jelena Čanković           | Rosengård         |
| 7   |  |  | Emma Jansson              | Hammarby          |
| 7   |  |  | Mimmi Larsson             | Rosengård         |
| 7   |  |  | Fernanda Da Silva         | Vittsjö           |
| 7   |  |  | Cornelia Kapocs           | Linköping         |
| 6   |  |  | Anna Welin                | Kristianstad      |
| 6   |  |  | Sveindís Jane Jónsdóttir  | Kristianstad      |
| 5   |  |  | Clara Markstedt           | Vittsjö           |
| 5   |  |  | Johanna Rytting Kaneryd   | Häcken            |
| 5   |  |  | Sara Olai                 | Djurgården        |
| 5   |  |  | Anam Imo                  | Piteå             |
| 5   |  |  | Ria Öling                 | Rosengård         |
| 5   |  |  | Diljá Zomers              | Häcken            |
| 5   |  |  | Stefanie Sanders          | Rosengård         |